# Larangan Kulon
Larangan Kulon is een bestuurslaag in het regentschap Wonosobo van de provincie Midden-Java, Indonesië. Larangan Kulon telt 1370 inwoners (volkstelling 2010).